# Nikon D4S
D4 D5
Le Nikon D4S est un appareil photographique reflex numérique professionnel annoncé par Nikon en février 2014. Il est le huitième appareil photographique de la gamme Nikon à intégrer un capteur plein format (24 × 36 mm).
Nikon a reçu pour ce boîtier le prix TIPA (Technical Image Press Association) du « meilleur reflex pro » en 2014 et le prix EISA (2014-2015).

## Caractéristiques techniques
- Processeur d'images EXPEED 4
- Aufocus Multi-CAM 3500FX à 51 collimateurs, dont 15 croisés
- Vidéo Full HD à 60 im./s